# Indalmus pubescens
Indalmus pubescens es una especie de coleóptero de la familia Endomychidae.

## Distribución geográfica
Habita en Birmania y en Indochina.